# جی.بی.ام. هرتزوگ
جی. بی.ام. هرتزوگ (انگلیسی: J. B. M. Hertzog؛ ۶ آوریل ۱۸۶۶ – ۲۱ نوامبر ۱۹۴۲) سیاستمدار و پرسنل نظامی اهل آفریقای جنوبی بود.
او در طول جنگ بوئر دوم، یک ژنرال بود و سپس نخست‌وزیر اتحادیه آفریقای جنوبی از ۱۹۲۴ تا ۱۹۳۹ بود.